# فنسنت سيمون (مبارز بالسيف)
فنسنت سيمون (بالفرنسية: Vincent Simon)‏ هو مبارز بالسيف فرنسي، ولد في 9 أبريل 1990.

## وصلات خارجية
- فنسنت سيمون على موقع الاتحاد الدولي للمبارزة (الإنجليزية)
- فنسنت سيمون على موقع الاتحاد الأوروبي للمبارزة (الإنجليزية)
- فنسنت سيمون على موقع اللجنة الأولمبية الفرنسية (مؤرشف) (الفرنسية)